# Recai Kutan
Mehmet Recai Kutan (ur. 1930 w Malatyi, zm. 7 października 2024) – turecki polityk i inżynier, deputowany, minister, lider Partii Cnoty oraz Partii Szczęścia.

## Życiorys
W 1952 ukończył studia z zakresu budownictwa lądowego na Uniwersytecie Technicznym w Stambule. Pracował na różnych stanowiskach w DSI, generalnej dyrekcji państwowych robót wodnych. Był m.in. głównym inżynierem w jednej z sekcji, kierownikiem regionalnym i zastępcą dyrektora generalnego. Kierował badaniami geodezyjnymi i pracami planistycznymi przy projekcie GAP, dotyczącym zrównoważonego rozwoju południowo-wschodniej Anatolii. Później był dyrektorem generalnym przedsiębiorstwa inżynieryjnego Türk Mühendislik Müşavirlik.
Działał w Partii Ocalenia Narodowego Necmettina Erbakana, w latach 1974–1980 pełnił funkcję jej wiceprzewodniczącego. W latach 1977–1980 sprawował mandat posła do Wielkiego Zgromadzenia Narodowego Turcji. Od lipca 1977 do stycznia 1978 pełnił funkcję ministra budownictwa i osadnictwa w koalicyjnym rządzie Süleymana Demirela. Po przewrocie wojskowym z września 1980 był więziony przez ponad około 10 miesięcy. Sąd wojskowy skazał go na karę 2 lat pozbawienia wolności, ostatecznie decyzja ta została uchylona, a sam polityk uniewinniony.
W 1983 współtworzył kolejną islamistyczną formację Necmettina Erbakana pod nazwą Partia Dobrobytu, objął funkcję jej wiceprzewodniczącego. W 1995 po raz drugi został wybrany na deputowanego. Od czerwca 1996 do czerwca 1997 sprawował urząd ministra energii i zasobów naturalnych w gabinecie lidera swojej formacji. Partia Dobrobytu została zdelegalizowana, Recai Kutan został przewodniczącym utworzonej w 1997 Partii Cnoty. W 1999 utrzymał mandat poselski na kolejną kadencję, wykonywał go do 2002. W 2001 Partia Cnoty również została objęta zakazem działania. Recai Kutan stanął wówczas na czele nowo powołanej Partii Szczęścia. W 2003 przekazał przywództwo w ugrupowaniu Necmettinowi Erbakanowi, który w 2004 na skutek postępowania sądowego został zmuszony do rezygnacji. W konsekwencji Recai Kutan powrócił na funkcję przewodniczącego, którą pełnił do 2008.